# Wharfe

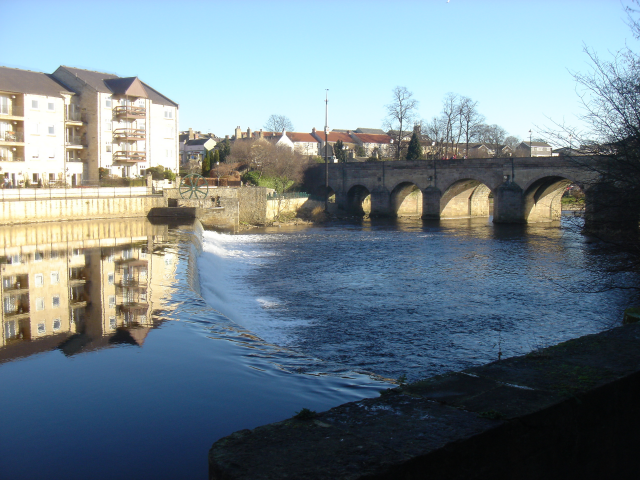
Wharfe, Wetherby

Wharfe är en flod i Yorkshire, England. Den utgör till stora delar gräns mellan North Yorkshire och West Yorkshire. Den är ungefär 97 kilometer lång och rinner upp i floden Ouse nära Selby.